# Dumaryszki 5
Dumaryszki 5 (biał. Думарышкі 5; ros. Думаришки 5) – chutor na Białorusi, w obwodzie witebskim, w rejonie brasławskim, w sielsowiecie Plusy.
Inna nazwa wsi to Dumaryszki-Szaki.

## Historia
W czasach zaborów wieś leżała w granicach Imperium Rosyjskiego.
W latach 1921–1939 wieś leżała w Polsce, w województwie nowogródzkim (od 1926 w województwie wileńskim), w powiecie brasławskim, w gminie Plusy.
W Powszechnym Spisie Ludności z 1921 roku siedem wiosek o nazwie Dumaryszki zostały spisane pod jedną nazwą. We wszystkich miejscowościach (od I do VII) zamieszkiwało 300 osób, 265 było wyznania rzymskokatolickiego, 7 prawosławnego a 28 staroobrzędowego. Jednocześnie 271 mieszkańców zadeklarowało polską przynależność narodową a 29 białoruską. Były tu 52 budynki mieszkalne.
W 1931 Dumaryszki-Szaki liczyły 7 domów i 28 mieszkańców.
Wierni należeli do parafii rzymskokatolickiej w Plusach. Miejscowość podlegała pod Sąd Grodzki w Brasławiu i Okręgowy w Wilnie; właściwy urząd pocztowy mieścił się w Plusach.
Od 1926 umiejscowiona była tu Strażnica KOP „Dumaryszki”. W 1939 zlokalizowano tu placówkę Straży Granicznej I linii „Dumaryszki”.
W wyniku napaści ZSRR na Polskę we wrześniu 1939 miejscowość znalazła się pod okupacją sowiecką. Od czerwca 1941 roku pod okupacją niemiecką. W 1944 miejscowość została ponownie zajęta przez wojska sowieckie i włączona do Białoruskiej SRR.
Od 1991 w składzie niepodległej Białorusi.